# Axel Leopold Cantzler
Axel Leopold Cantzler, född 19 juni 1832 i Stockholm, död 30 juni 1875 i Jakob och Johannes församling, Stockholm, var en svensk målare och skulptör.
Axel Leopold Cantzler utbildade sig till skulptör vid Kungliga Konsthögskolan i Stockholm, reste till München 1853 och vidare till Rom.  Han utförde flera skulpturer, av vilka den 1863 uställda "Erigone" väckte särskild uppmärksamhet. Från 1866, efter hemkomsten från Rom, ägnade han sig dock uteslutande åt landskapsmåleriet, och behandlade motiv från bland annat Sverige och Italien. Cantzler finns representerad vid bland annat Nationalmuseum  i Stockholm och Norrköpings konstmuseum.